# بکت بولد
بکت بولد (انگلیسی: Beckett Bould‏ ۲۸ سپتامبر ۱۸۸۰ – ۲۵ سپتامبر ۱۹۷۰) بازیگر اهل بریتانیا بود.

## گزیده فیلمشناسی
- ۱۹۳۴- The Outcast
- ۱۹۳۵- Wednesday's Luck
- ۱۹۳۷- Holiday's End
- ۱۹۳۸- South Riding
- ۱۹۴۱- Old Mother Riley's Circus
- ۱۹۴۲- The Day Will Dawn
- ۱۹۴۲- Let the People Sing
- ۱۹۴۳- The Shipbuilders
- ۱۹۴۶- Loyal Heart
- ۱۹۴۷- The October Man
- ۱۹۴۸- Anna Karenina